# Z přesvědčení
Z přesvědčení (v anglickém originále For the Cause) je v pořadí dvacátá druhá epizoda čtvrté sezóny seriálu Star Trek: Stanice Deep Space Nine.

## Příběh
Na stanici Deep Space Nine vede bezpečnostní poradu Michael Eddington. Podle jeho vyjádření způsobili Klingoni při invazi do Cardassie mnohem větší škody než přiznali a Cardassiané tak od Federace žádá průmyslové replikátory. Rozvědka se domnívá, že by Makisté mohli této zásilce zabránit nebo se jí dokonce zmocnit. Zásilka by měla jít přes DS9 za tři dny, jenže na stanici má údajně působit makistický pašerák, a podle Oda a Eddingtona je jím Kassidy Yatesová.
Benjamin Sisko samozřejmě veškerá obvinění odmítne, ale stejně nakonec nechá loď Kasidy prohledat. Následně ji maskovaný Defiant sleduje až do Badlands, kde se setká s makistickou lodí a přesune na ní náklad. Podezření se tedy potvrdilo a Benjamin se druhý den chystá obě lodě zatknout. Mezitím mají dorazit průmyslové replikátory a Eddington si nad nimi vyžádá osobní dohled. Defiant opět dorazí na místo setkání, jenže tentokrát je na místě pouze loď Kasidy. Když se chystá odlétnout, Benjamin ji zadrží. Kasidy se přizná, že makistům dodávala zdravotnický materiál, ale žádný kontraband nepřeváží. A když žádná další loď nepřiletí, Siskovi dojde, že ho sem kdosi vylákal, protože ho chtěl dostat pryč z DS9 kvůli replikátorům. Na stanici nařídí Eddington komunikační klid a přesunutí replikátorů na vulkánskou transportní loď. Následně omráčí majora Kiru, předá velení bezpečnosti a odletí s vulkánským plavidlem pryč.
Defiant dorazí pozdě a po Eddingtonově plavidle není ani stopy. Eddington zavolá Siskovi a požádá ho, aby jeho i Makisty, mezi které patří, nechal být. Benjamin mu přísahá, že ho dostane před vojenský soud, i kdyby to mělo trvat do konce jeho života. Kasidy se vrátí na stanici, přestože musela vědět, že bude zatčena. Benjaminovi řekne, že ho miluje a po návratu z vězení by chtěla v jejich vztahu pokračovat, s čímž Sisko souhlasí.